# 1. Fußball-Club Saarbrücken 1986-1987
Questa voce raccoglie le informazioni riguardanti il 1. Fußball-Club Saarbrücken nelle competizioni ufficiali della stagione 1986-1987.

## Stagione
Nella stagione 1986-1987 il Saarbrücken, allenato da Otto Luttrop e Walter Müller, concluse il campionato di 2. Bundesliga al 15º posto. In Coppa di Germania il Saarbrücken fu eliminato al secondo turno dall'Alemannia Aquisgrana.

## Rosa
| N. |                     | Ruolo | Calciatore           |
| -- | ------------------- | ----- | -------------------- |
|    | Germania (bandiera) | P     | Carsten Hallmann     |
|    | Germania (bandiera) | P     | Armin Reichel        |
|    | Germania (bandiera) | P     | Stefan Wenzel        |
|    | Germania (bandiera) | D     | Bertram Basenach     |
|    | Germania (bandiera) | D     | Franco Foda          |
|    | Polonia (bandiera)  | D     | Wenanty Fuhl         |
|    | Germania (bandiera) | D     | Michael Klinkert     |
|    | Polonia (bandiera)  | D     | Detsi Kruszyński     |
|    | Germania (bandiera) | D     | Walter Müller        |
|    | Germania (bandiera) | D     | Norbert Schlegel     |
|    | Austria (bandiera)  | C     | Reinhold Hintermaier |

| N. |                        | Ruolo | Calciatore          |
| -- | ---------------------- | ----- | ------------------- |
|    | Germania (bandiera)    | C     | Bernd Rohrbacher    |
|    | Germania (bandiera)    | C     | Theo Schneider      |
|    | Germania (bandiera)    | C     | Aron Schöpfer       |
|    | Germania (bandiera)    | C     | Guido Szesni        |
|    | Germania (bandiera)    | A     | Klaus Berge         |
|    | Inghilterra (bandiera) | A     | Robert Brace        |
|    | Germania (bandiera)    | A     | Peter Crhak         |
|    | Germania (bandiera)    | A     | Herbert Demange     |
|    | Germania (bandiera)    | A     | Norbert Hönnscheidt |
|    | Germania (bandiera)    | A     | Christoph Mees      |

## Organigramma societario
Area tecnica
- Allenatore: Walter Müller
- Allenatore in seconda:
- Preparatore dei portieri:
- Preparatori atletici:

## Calciomercato

### Sessione estiva
| Acquisti | Acquisti             | Acquisti               | Acquisti |
| R.       | Nome                 | da                     | Modalità |
| -------- | -------------------- | ---------------------- | -------- |
| A        | Robert Brace         | De Graafschap          |          |
| D        | Wenanty Fuhl         | Havelse                |          |
| C        | Reinhold Hintermaier | Eintracht Braunschweig |          |
| P        | Armin Reichel        | TeBe Berlino           |          |
| C        | Theo Schneider       | RW Oberhausen          |          |

| Cessioni | Cessioni              | Cessioni           | Cessioni |
| R.       | Nome                  | a                  | Modalità |
| -------- | --------------------- | ------------------ | -------- |
| C        | Michael Blättel       | Fortuna Düsseldorf |          |
| C        | Stefan Jambo          | Norimberga         |          |
| C        | Sascha Jusufi         | Amburgo            |          |
| P        | Wolfgang Kellner      | Hessen Kassel      |          |
| A        | Jürgen Makan          | Sandhausen         |          |
| C        | Jürgen Mohr           | Lucerna            |          |
| A        | Dieter Müller         | Kickers Offenbach  |          |
| C        | Jean-Santos Muntubila | Bastia             |          |
| D        | Detlef Schnier        | Arminia Bielefeld  |          |

### Sessione invernale
| Acquisti | Acquisti | Acquisti | Acquisti |
| R.       | Nome     | da       | Modalità |
| -------- | -------- | -------- | -------- |

| Cessioni | Cessioni | Cessioni | Cessioni |
| R.       | Nome     | a        | Modalità |
| -------- | -------- | -------- | -------- |

## Risultati

### 2. Bundesliga

#### Girone di andata
| Arbitro: | Gabor |

|                                          |           |                                 |
| Bargfrede 37’ Studer 45’ Wenzel 58’, 88’ | Marcatori | 18’ Hönnscheidt 56’ Hintermaier |

| Arbitro: | Jupe |

|  |           |                         |
|  | Marcatori | 4’ Rolshausen 90’ Augst |

| Arbitro: | Diekert |

|                 |           |                     |
| Linz 45’ (rig.) | Marcatori | 18’ (rig.) Schlegel |

| Arbitro: | Boos |

|                           |           |  |
| Berge 48’ Hönnscheidt 76’ | Marcatori |  |

| Arbitro: | Zimmermann |

|               |           |  |
| Abramczik 89’ | Marcatori |  |

| Arbitro: | Ahlenfelder |

|                   |           |  |
| Foda 62’ Mees 86’ | Marcatori |  |

| Arbitro: | Schäfer |

|  |           |                       |
|  | Marcatori | 51’ (rig.) Kruszyński |

| Arbitro: | Merk |

|                                             |           |                          |
| Fuhl 34’ Schlegel 48’ (rig.) Rohrbacher 56’ | Marcatori | 11’, 84’ Kropp 45’ Lemke |

| Arbitro: | Strigel |

|                     |           |                    |
| Tschiskale 10’, 44’ | Marcatori | 54’, 90’ Schneider |

| Saarbrücken 27 settembre 1986, ore 15:00 CEST 10ª giornata | Saarbrücken | 0 – 0 referto | Eintracht Braunschweig | Ludwigsparkstadion (5 000 spett.)\| Arbitro: \| Pauly \| |
| Arbitro:                                                   | Pauly       |               |                        |                                                          |

| Arbitro: | Ahlenfelder |

|         |           |             |
| Löw 51’ | Marcatori | 18’ Demange |

| Arbitro: | Amerell |

|                        |           |           |
| Brace 3’ Schneider 31’ | Marcatori | 89’ Gries |

| Arbitro: | Tritschler |

|           |           |                                        |
| Sagel 44’ | Marcatori | 19’ Schneider 78’ Kruszyński 83’ Brace |

| Arbitro: | Krug |

|                                        |           |                   |
| Fuhl 53’, 62’ Kruszyński 78’ Brace 90’ | Marcatori | 66’, 76’ Lindenau |

| Arbitro: | Assenmacher |

|                                  |           |                                 |
| Kispert 49’ Trares 66’, 87’, 90’ | Marcatori | 44’ Hönnscheidt 70’ (aut.) Emig |

| Arbitro: | Correll |

|                                                       |           |               |
| Berge 8’ Fuhl 59’ Brace 62’ Schneider 70’ Demange 89’ | Marcatori | 54’ Abramczik |

| Arbitro: | Scheuerer |

|                          |           |  |
| Krüger 62’ Jurgeleit 90’ | Marcatori |  |

| Arbitro: | Jupe |

|                 |           |                      |
| Hintermaier 44’ | Marcatori | 35’ Reich 71’ Giesel |

| Arbitro: | Löwer |

|                                                                       |           |  |
| Pilipović 30’ Kreuzer 34’ Bogdan 39’ Franusch 45’ Schütterle 62’, 87’ | Marcatori |  |

#### Girone di ritorno
| Saarbrücken 13 dicembre 1986, ore 15:00 CET 20ª giornata | Saarbrücken | 0 – 0 referto | St. Pauli | Ludwigsparkstadion (2 000 spett.)\| Arbitro: \| Weber \| |
| Arbitro:                                                 | Weber       |               |           |                                                          |

| Arbitro: | Neuner |

|                                      |           |                                          |
| Augst 18’, 70’ Rolshausen 35’ (rig.) | Marcatori | 73’ Demange 74’ Schlegel 81’ Hintermaier |

| Arbitro: | Kröger |

|                                                |           |                 |
| Demange 7’ Müller 45’ Rohrbacher 45’ Berge 84’ | Marcatori | 14’ (aut.) Fuhl |

| Arbitro: | Osmers |

|                                                     |           |  |
| Olaidotter 36’ Waldner 40’ Kmiecik 84’ Grabosch 87’ | Marcatori |  |

| Arbitro: | Gangkofer |

|                |           |                |
| Kruszyński 68’ | Marcatori | 16’ Baranowski |

| Arbitro: | Kasper |

|          |           |              |
| Steck 8’ | Marcatori | 11’ Schlegel |

| Arbitro: | Strigel |

|                        |           |             |
| Schlegel 30’ Brace 42’ | Marcatori | 67’ Rombach |

| Arbitro: | Amerell |

|                                    |           |                               |
| Helmes 20’ (rig.), 63’ Richter 53’ | Marcatori | 44’ Brace 80’ (rig.) Schlegel |

| Arbitro: | Berg |

|                                                             |           |              |
| Rohrbacher 25’ Schneider 28’ Hönnscheidt 46’ Kruszyński 83’ | Marcatori | 63’ Frömberg |

| Braunschweig 18 aprile 1987, ore 15:00 CEST 29ª giornata | Eintracht Braunschweig | 0 – 0 referto | Saarbrücken | Stadion an der Hamburger Straße (6 997 spett.)\| Arbitro: \| Malbranc \| |
| Arbitro:                                                 | Malbranc               |               |             |                                                                          |

| Arbitro: | Gochermann |

|                           |           |                            |
| Brace 39’ Hintermaier 88’ | Marcatori | 78’ (rig.) Schaub 84’ Sané |

| Aquisgrana 2 maggio 1987, ore 15:00 CEST 31ª giornata | Alemannia Aquisgrana | 0 – 0 referto | Saarbrücken | Stadio Tivoli (1 000 spett.)\| Arbitro: \| Weber \| |
| Arbitro:                                              | Weber                |               |             |                                                     |

| Arbitro: | Rubel |

|  |           |                            |
|  | Marcatori | 51’ Gerstner 82’ Ostermann |

| Arbitro: | Bauer |

|                                                        |           |  |
| Dubovina 11’ Friz 17’, 58’ Knecht 25’, 66’ Nitsche 63’ | Marcatori |  |

| Arbitro: | Steffens |

|  |           |                                        |
|  | Marcatori | 22’, 66’, 88’ Labbadia 77’, 79’ Herbst |

| Arbitro: | Krug |

|                                             |           |  |
| Laibach 5’, 32’ Heitkamp 51’ Regenbogen 70’ | Marcatori |  |

| Arbitro: | Boos |

|          |           |                |
| Foda 38’ | Marcatori | 7’ (aut.) Foda |

| Arbitro: | Kruse |

|           |           |                |
| Korte 54’ | Marcatori | 7’ Hönnscheidt |

| Arbitro: | Richmann |

|                |           |                           |
| Kruszyński 19’ | Marcatori | 8’ Günther 77’ Schütterle |

### Coppa di Germania
| Arbitro: | Steffens |

|                       |           |                                                        |
| Göbel 75’ Kunkel 117’ | Marcatori | 52’ Demange 100’ Schneider 109’ Müller 118’ Kruszyński |

| Arbitro: | Puchalski |

|                                               |           |  |
| Ruof 22’ Olck 52’ Zimmermann 54’ Notthoff 80’ | Marcatori |  |

## Statistiche

### Statistiche di squadra
| Competizione      | Punti | In casa | In casa | In casa | In casa | In casa | In casa | In trasferta | In trasferta | In trasferta | In trasferta | In trasferta | In trasferta | Totale | Totale | Totale | Totale | Totale | Totale | DR  |
| Competizione      | Punti | G       | V       | N       | P       | Gf      | Gs      | G            | V            | N            | P            | Gf           | Gs           | G      | V      | N      | P      | Gf     | Gs     | DR  |
| ----------------- | ----- | ------- | ------- | ------- | ------- | ------- | ------- | ------------ | ------------ | ------------ | ------------ | ------------ | ------------ | ------ | ------ | ------ | ------ | ------ | ------ | --- |
| 2. Bundesliga     | 34    | 19      | 8       | 6       | 5       | 34      | 27      | 19           | 2            | 8            | 9            | 19           | 44           | 38     | 10     | 14     | 14     | 53     | 71     | -18 |
| Coppa di Germania | -     | 0       | 0       | 0       | 0       | 0       | 0       | 2            | 1            | 0            | 1            | 4            | 6            | 2      | 1      | 0      | 1      | 4      | 6      | -2  |
| Totale            | 34    | 19      | 8       | 6       | 5       | 34      | 27      | 21           | 3            | 8            | 10           | 23           | 50           | 40     | 11     | 14     | 15     | 57     | 77     | -20 |

### Andamento in campionato
| Giornata  | 1  | 2  | 3  | 4  | 5  | 6  | 7  | 8  | 9  | 10 | 11 | 12 | 13 | 14 | 15 | 16 | 17 | 18 | 19 | 20 | 21 | 22 | 23 | 24 | 25 | 26 | 27 | 28 | 29 | 30 | 31 | 32 | 33 | 34 | 35 | 36 | 37 | 38 |
| --------- | -- | -- | -- | -- | -- | -- | -- | -- | -- | -- | -- | -- | -- | -- | -- | -- | -- | -- | -- | -- | -- | -- | -- | -- | -- | -- | -- | -- | -- | -- | -- | -- | -- | -- | -- | -- | -- | -- |
| Luogo     | T  | C  | T  | C  | T  | C  | T  | C  | T  | C  | T  | C  | T  | C  | T  | C  | T  | C  | T  | C  | T  | C  | T  | C  | T  | C  | T  | C  | T  | C  | T  | C  | T  | C  | T  | C  | T  | C  |
| Risultato | P  | P  | N  | V  | P  | V  | V  | N  | N  | N  | N  | V  | V  | V  | P  | V  | P  | P  | P  | N  | N  | V  | P  | N  | N  | V  | P  | V  | N  | N  | N  | P  | P  | P  | P  | N  | N  | P  |
| Posizione | 15 | 19 | 19 | 14 | 18 | 14 | 10 | 11 | 11 | 11 | 11 | 9  | 6  | 5  | 6  | 6  | 6  | 7  | 9  | 9  | 10 | 9  | 11 | 12 | 12 | 11 | 12 | 11 | 11 | 11 | 11 | 11 | 12 | 13 | 13 | 14 | 13 | 15 |

Legenda:

Luogo: C = Casa; T = Trasferta. Risultato: V = Vittoria; N = Pareggio; P = Sconfitta.

### Statistiche dei giocatori
| Giocatore      | 2. Bundesliga | 2. Bundesliga | 2. Bundesliga | 2. Bundesliga | Coppa di Germania | Coppa di Germania | Coppa di Germania | Coppa di Germania | Totale   | Totale | Totale      | Totale     |
| Giocatore      | Presenze      | Reti          | Ammonizioni   | Espulsioni    | Presenze          | Reti              | Ammonizioni       | Espulsioni        | Presenze | Reti   | Ammonizioni | Espulsioni |
| -------------- | ------------- | ------------- | ------------- | ------------- | ----------------- | ----------------- | ----------------- | ----------------- | -------- | ------ | ----------- | ---------- |
| B. Basenach    | 30            | 0             | 0             | 0             | 2                 | 0                 | 0                 | 0                 | 32       | 0      | 0           | 0          |
| K. Berge       | 22            | 3             | 1             | 0             | 2                 | 0                 | 1                 | 0                 | 24       | 3      | 2           | 0          |
| R. Brace       | 26            | 7             | 0             | 1             | 1                 | 0                 | 0                 | 0                 | 27       | 7      | 0           | 1          |
| P. Crhak       | 9             | 0             | 3             | 0             | 0                 | 0                 | 0                 | 0                 | 9        | 0      | 3           | 0          |
| H. Demange     | 27            | 4             | 0             | 0             | 2                 | 1                 | 0                 | 0                 | 29       | 5      | 0           | 0          |
| F. Foda        | 37            | 2             | 7             | 0             | 2                 | 0                 | 0                 | 0                 | 39       | 2      | 7           | 0          |
| W. Fuhl        | 33            | 4             | 11            | 0             | 2                 | 0                 | 1                 | 0                 | 35       | 4      | 12          | 0          |
| C. Hallmann    | 3             | 0             | 0             | 0             | 0                 | 0                 | 0                 | 0                 | 3        | 0      | 0           | 0          |
| R. Hintermaier | 35            | 4             | 8             | 0             | 2                 | 0                 | 0                 | 0                 | 37       | 4      | 8           | 0          |
| N. Hönnscheidt | 31            | 5             | 0             | 1             | 1                 | 0                 | 0                 | 0                 | 32       | 5      | 0           | 1          |
| M. Klinkert    | 3             | 0             | 0             | 0             | 0                 | 0                 | 0                 | 0                 | 3        | 0      | 0           | 0          |
| D. Kruszyński  | 35            | 6             | 11            | 0             | 2                 | 1                 | 0                 | 0                 | 37       | 7      | 11          | 0          |
| C. Mees        | 7             | 1             | 0             | 0             | 0                 | 0                 | 0                 | 0                 | 7        | 1      | 0           | 0          |
| W. Müller      | 32            | 1             | 7             | 0             | 2                 | 1                 | 0                 | 0                 | 34       | 2      | 7           | 0          |
| A. Reichel     | 34            | 0             | 1             | 0             | 2                 | 0                 | 0                 | 0                 | 36       | 0      | 1           | 0          |
| B. Rohrbacher  | 27            | 3             | 0             | 0             | 1                 | 0                 | 0                 | 0                 | 28       | 3      | 0           | 0          |
| N. Schlegel    | 38            | 6             | 2             | 1             | 2                 | 0                 | 0                 | 0                 | 40       | 6      | 2           | 1          |
| T. Schneider   | 38            | 6             | 1             | 0             | 2                 | 1                 | 0                 | 0                 | 40       | 7      | 1           | 0          |
| A. Schöpfer    | 10            | 0             | 1             | 0             | 0                 | 0                 | 0                 | 0                 | 10       | 0      | 1           | 0          |
| G. Szesni      | 12            | 0             | 3             | 0             | 1                 | 0                 | 0                 | 0                 | 13       | 0      | 3           | 0          |
| S. Wenzel      | 2             | 0             | 0             | 0             | 0                 | 0                 | 0                 | 0                 | 2        | 0      | 0           | 0          |